# Бахтурина, Тамара Александровна
Тамара Александровна Бахтурина (27 августа 1940, Пичаево, Пичаевский район, Тамбовская область, РСФСР, СССР) — советский и российский библиограф и лексикограф, специалист по библиографическому описанию.

## Биография

### Ранние годы и учёба
Тамара Бахтурина родилась 27 августа 1940 года в селе Пичаево Пичаевского района Тамбовской области. Через год вместе с семьёй перебралась в Москву, где отец стал работать на железной дороге машинистом подъёмного крана восстановительного поезда.
В 1957 году окончила школу с золотой медалью. Планировала поступить на факультет журналистики МГУ, однако на тот момент ей ещё не исполнилось 17 лет, и в вузе посоветовали прийти в следующем году. В результате Бахтурина поступила в Московский государственный библиотечный институт. Первоначально не планировала оканчивать его и всё-таки поступить на журфак МГУ, но под влиянием будущего мужа Эдуарда Сукиасяна связала жизнь с библиотечным делом.

### Начало карьеры
После института работала во Всесоюзной книжной палате. В мае 1963 года переехала в Тбилиси к родителям мужа, где они поженились. Работала здесь библиографом республиканской научно-медицинской библиотеки. После окончания армейской службы Сукиасяна они перебрались в Краснодар. Здесь Бахтурина также работала в библиотеках и в институте культуры.
Впоследствии семья вернулась в Москву. В 1976 году Бахтурина пришла на работу в Государственную библиотеку СССР им. В. И. Ленина (сейчас Российская государственная библиотека). Первоначально была редактором отдела печатных изданий, затем перешла в отдел каталогизации и алфавитных каталогов. Здесь сформировалась область её интересов — теория и методика библиографических описаний.

### Библиографическая деятельность
Занималась работой по переизданию Правил составления библиографического описания. С начала 70-х годов по приглашению Огана Чубарьяна вместе с Сукиасяном работала над разработкой библиотечной терминологии и созданием «Словаря библиотечных терминов», в дальнейшем занималась этой темой в рамках Российского коммуникативного формата, входила в его авторский состав.
С начала 80-х годов входила в редколлегии, комиссии и советы нормативных и методических изданий, касающихся библиографического описания.
Автор и редактор десятков публикаций, ряда пособий и статей, шести стандартов, автор десятков статей для «Библиотечной энциклопедии». Неоднократно выступала на конференциях и семинарах. Входила в межрегиональный комитет по каталогизации Российской библиотечной ассоциации.
В 1996 году получила звание заслуженного работника культуры РФ. Награждена юбилейной медалью «Николай Петрович Румянцев. Основатель Российской государственной библиотеки».